# Darevskia valentini
Darevskia valentini är en ödleart som beskrevs av  Oskar Boettger 1892. Darevskia valentini ingår i släktet Darevskia och familjen lacertider. IUCN kategoriserar arten globalt som livskraftig.

## Underarter
Arten delas in i följande underarter:
- D. v. lantzicyreni
- D. v. spitzenbergerae
- D. v. valentini